# Bhandara (stad)
Bhandara is een stad en gemeentehoofdstad in het district Bhandara in de Indiase staat Maharashtra. In de regio wordt naast de taal Marathi ook Hindi gesproken, vanwege de ligging nabij Madhya Pradesh.

## Geografie, klimaat en toerisme
De stad ligt op een gemiddelde hoogte van 244 meter. Door de stad loopt de National Highway 6. De stad wordt gedeeld door de twee rivieren Wainganga en SurNadhi. Het district Bhandara wordt ook wel het District van Meren genoemd. Er heerst een extreem klimaat, waarbij het in de zomer 45°C kan worden en in de winter 8°C.
Belangrijke toeristische trekpleisters zijn onder meer Ambagar Fort, Gosekhurd, Chandpur en Korambhi.

## Economie
Bhandara heeft een gemengde economie, met landbouw, industrie en houtkap. Het is een agrarisch centrum in de regio en staat bekend om de grote productie van rijst als hoofdgewas. 
In en om de stad bevindt zich industrie, waaronder Ashok Leyland, Sunflag Steel en Ordinance Factory.

## Demografie
In 2001 telde Bhandara 85.034 inwoners, waaronder 51% mannen en 49% vrouwen. 11% van de bevolking was jonger dan 6 jaar. Bhandara heeft een alfabetiseringsgraad van 80%, waaronder 85% mannen en 75% vrouwen. Hiermee ligt het boven het landelijk gemiddelde van 59,5%.
Sinds de Tibetaanse diaspora medio 20e eeuw is er een nederzetting gebouwd voor Tibetanen ballingen.